# Pocky and Rocky
Pocky and Rocky, connu au Japon sous le nom de KiKi KaiKai: Nazo no Kuro Manto (奇々怪界～謎の黒マント, lit. "Mystérieux monde des esprits : L'énigme du Voile Noir"), est un jeu vidéo de type shoot them up à défilement comportant également certains traits propres aux jeux d'action. Sa licence est signée Taito et Natsume, qui développa et publia le jeu pour sa version japonaise en 1992 puis pour le reste du monde en 1993. Il se présente comme une suite au jeu d'arcade KiKi KaiKai (sortie officieuse en Amérique du Nord sous le titre de Knight Boy) en 1986 et y poursuit les aventures d'une jeune prêtresse shintoïste appelée Pocky (dans la version japonaise : Sayo-chan (小夜ちゃん)) et de son nouveau compagnon, Rocky, probablement un tanuki (portant dans la version japonaise le nom de Manuke (魔奴化)).

## Développement
Contrairement à son prédécesseur, Pocky and Rocky n'a pas été développé par Taito, mais fit l'objet d'une licence Natsume, pour l'adaptation sur console de la série. Le projet a été supervisé par Yoshihino Hattori qui a écrit l'histoire du jeu, fortement inspirée du folklore et de la mythologie japonaise. Le jeu présente des éléments classiques d'un shoot them up à défilement en vue du dessus. Il possède également certaines caractéristiques d'un jeu d'action, telle que la possibilité de se déplacer et attaquer dans huit directions différentes. Le personnage de Rocky, dont le design fut conçu par Tomoyuki Ishiyama, s'est vu confier le rôle du faire-valoir de Pocky, et est par défaut le personnage attribué au second joueur (bien que pouvant être également choisi par le premier joueur en mode solo).
Des séquences d'animation en 2D furent ajoutées à différents moments du jeu afin de faire progresser l'histoire. Elles surviennent généralement à la fin d'un niveau, après avoir vaincu un boss. Ces scènes, bien que présentes dans les versions japonaise et nord-américaine, sont absentes de la version PAL du jeu.

## Histoire
Celle-ci se déroule dans le Japon médiéval, le joueur y incarnant le rôle d'une jeune prêtresse shintoïste. Un soir en se rendant au temple, celle-ci fait la rencontre de Rocky, un tanuki faisant partie d'un groupe de yōkai connu sous le nom de Nopino Goblins, dont tous les membres ont récemment été rendus fou par une force mystérieuse. Ensembles, Pocky et Rocky doivent voyager à travers plusieurs niveaux, constitués de différents décors du Japon traditionnel, tout en battant diverses créatures issues du folklore et de la mythologie japonaise : kappas, obakes, et autres yureis. Finalement, ils doivent vaincre la terrible forteresse du mystérieux Voile Noir qui s'est servi de tous ces monstres (désignés sous le terme générique de Gorgonzola Goblins) pour accomplir ses sombres desseins. En mode un joueur, la fin sera identique quel que soit le personnage choisi par celui-ci.

## Système de jeu
Pocky and Rocky propose une vue du dessus avec plongée depuis le bas de la page. Les personnages peuvent s'y mouvoir horizontalement ou verticalement au fil d'un niveau et devront se débarrasser d'obstacles et ennemis leur bloquant la route.
Pocky peut se servir de talismans o-fuda (simplement traduit depuis le japonais par cartes) comme attaque à distance pour toucher ses ennemis. Elle possède également une baguette de purification avec laquelle elle décrit de grands arcs de cercle afin de frapper les ennemis au corps à corps.
De même, Rocky peut jeter des feuilles sur ses ennemis distants et frapper ceux à proximité à grands coups de queue.
Chaque personnage a également la possibilité de charger son attaque au corps à corps afin d'obtenir un coup spécial. Dans le cas de Pocky il s'agit d'un grand coup circulaire balayant tous les ennemis autour d'elle, et dans le cas de Rocky, celui-ci peut se changer en pierre, le rendant momentanément invulnérable mais immobile.
Pocky et Rocky peuvent également effectuer des glissades afin d'effectuer des déplacements rapides. Cependant, si l'un des deux touche l'autre pendant une glissade, ce dernier subira des dommages et les deux personnages se verront ballottés en roulades aléatoires sur l'écran, blessant les ennemis se trouvant sur leur chemin.
Chacun dispose aussi d'une super attaque, qu'il ne pourra utiliser qu'une fois par vie, celle-ci touchant une majorité des ennemis présents à ce moment-là à l'écran. La portée et la puissance de cette attaque dépend de si elle est lancée par Pocky ou Rocky.
Bien que la plupart des ennemis pourront être battus en quelques coups, les boss de fin de niveau seront pour leur part beaucoup plus résistants et nécessiteront parfois un peu de stratégie avant de s'avouer vaincus.
Divers items feront également leur apparition au cours du jeu afin de renforcer les attaques de Pocky ou de Rocky : augmentation de la taille des projectiles utilisés, augmentation du nombre de projectiles sur un jeter, etc. D'autres objets redonneront des points de santé aux personnages ou les rendront invulnérables pendant quelque temps. Prendre ces objets permettra aussi d'augmenter le score des joueurs, celui-ci permettant, passé un certain seuil, de regagner une vie.
Trois niveaux de difficultés peuvent être choisis en début de jeu : Facile, Normal ou Difficile. La difficulté n'influe que sur la résistance des ennemis ou des boss et sur le nombre de coups à leur donner avant de les vaincre. Aucune spécificité ou récompense n'est accordée lors des modes de jeu de difficulté plus élevée : il s'agit uniquement de préférence de jeu ou de challenge pour le joueur.

## Musique
Les musiques du jeu ont été conçues par Hiroyuki Iwatsuki, compositeur interne à l'équipe Natsume. Celui-ci a utilisé des musiques traditionnelles japonaises reprises sur un rythme électronique. Une partie a été publiée au Japon dans les CD de Taito référencés 28XA-110 (1987) et SCDC-00156 (2002),

## Accueil
Pocky and Rocky a été élu meilleur jeu à deux de l'année 1993 par le magazine américain Electronic Gaming Monthly.

## Suites
Pocky and Rocky a eu suffisamment de succès pour voir l'adaptation de deux suites officielles, plus une officieuse.
La première suite s'intitule Pocky and Rocky 2 (titre original : Kiki KaiKai: Kayako), également sur Super Nintendo. Et la seconde Pocky and Rocky with Becky (titre original : Kiki KaiKai Advance) sur Game Boy Advance, qui fait apparaître un nouveau personnage : Becky (Miki-chan dans la version japonaise) qui est une apprentie miko, comme Pocky.
UFO Entertainment a sorti par la suite une suite officieuse, intitulée Heavenly Guardian et développée par Starfish (en) pour les consoles PlayStation 2 et Wii.